# Марин Мурильо, Луис
Луи́с Анто́нио Мари́н Мури́льо (исп. Luis Antonio Marín Murillo; род. 10 августа 1974, Сан-Хосе) — коста-риканский футболист, защитник. Провёл более 100 матчей за сборную Коста-Рики, занимал должность капитана команды.

## Карьера
Марин начинал свою карьеру в «Алахуэленсе», за который отыграл в общей сложности 11 лет. Также выступал в чемпионатах Гватемалы, Уругвая и Израиля. В клубе «Маккаби» (Нетания) защитник был одним из лидеров команды. В 2009 году футболист покинул «Маккаби» и вернулся в родной «Алахуэленсе», в котором завершил карьеру.
С 2011 года работал помощником Хорхе Луиса Пинто в сборной Коста-Рики.

## В сборной
Участник двух чемпионатов мира по футболу: 2002 и 2006. На обоих был капитаном сборной Коста-Рики. В общей сложности за неё сыграл 130 матчей и по этому показателю занимает 2-е место среди всех футболистов, выступавших за сборную Коста-Рики.